# Пепе, Гульельмо
Гульельмо Пепе (итал. Guglielmo Pepe; 13 февраля 1783, Скуиллаче, — 8 августа 1855, Турин) — неаполитанский политический и военный деятель, брат Флорестано Пепе.

## Биография
В 1799 году поступил на службу Партенопейской республики, в битве при Портичи был ранен и взят в плен, но ввиду молодости отпущен на свободу и выслан за границу.
В 1801 году вернулся на родину и попытался организовать восстание в Калабрии. Оно было быстро подавлено, а Пепе приговорен к пожизненному заключению. Освобожденный в 1806 году, он служил в армии Мюрата и сохранил полученный им генеральский чин и после реставрации Бурбонов.
Скоро он сделался одним из самых видных вождей итальянского карбонаризма. Когда началось революционное движение в Неаполе (1820 год), Пепе, усиленно подготавливавший его, должен был бежать из столицы, чтобы спастись от неизбежного ареста; прибыв в Авелино, он стал во главе революционных войск, с которыми 9 июля 1820 года торжественно вступил в Неаполь.
При приближении австрийцев Пепе получил командование над 2-м неаполитанским корпусом, стоявшим в Абруцци. Разбитый вследствие измены, несмотря на обнаруженное им мужество и военное искусство в битве при Риети (7 марта 1821 года), он бежал за границу; был заочно приговорен к смертной казни.
В 1848 году он вернулся в Неаполь и был назначен начальником Неаполитанского корпуса, отправленного на помощь Карлу Альберту. Когда Фердинанд II отозвал свои войска, Пепе отказался повиноваться. Часть войска покинула его; с оставшимися 16 000 солдат он предложил свои услуги Манину и во время осады Венеции командовал армией осажденного города. После взятия Венеции удалился в Пьемонт.